# Sylvain Houles

a Compétitions nationales et continentales officielles uniquement.

b Matchs officiels uniquement.
Sylvain Houles, né le 3 août 1981 à Albi, est un joueur devenu entraîneur de rugby à XIII français. En tant que joueur, il pouvait évoluer au poste d'ailier, de centre ou de troisième ligne. Il fait ses débuts avec le XIII Catalan avant d'effectuer la majeure partie de sa carrière en Angleterre où successivement il a défendu les couleurs des Giants d'Huddersfield, des Broncos de London, des Rams de Dewsbury et des Trinity Wildcats de Wakefield. Il termine sa carrière au Toulouse olympique XIII. Parallèlement, il est appelé à plusieurs reprises en Équipe de France mais ne disputera aucune Coupe du monde.
Une fois sa carrière de joueur terminée, il se reconvertit en entraîneur. Ses débuts sont couronnés de succès puisqu'en prenant le Toulouse olympique XIII, il permet à ce club de réaliser pour la première fois de son histoire le doublé Championnat de France-Coupe de France lors de la saison 2013-2014

## Biographie
Après avoir mis un terme à sa carrière de joueur, il se consacre à sa ferme composée de 340 brebis. Mais un an plus tard en août 2013, il est sollicité par Toulouse pour devenir l'entraîneur-adjoint de Gilles Dumas, défi qu'il relève. En décembre 2013, le club de Toulouse décide de lui confier le poste d'entraîneur en lieu et place de Gilles Dumas, Sylvain Houles emmène le club à son premier doublé Championnat de France-Coupe de France de son histoire. Il remporte la saison suivante en 2015 le Championnat de France. Cela permet au club toulousain de retenter sa chance dans le Championnat anglais. Toulouse intègre la League One (troisième échelon anglais) en 2016 où il y est élu meilleur entraîneur puis monte Championship en 2017 prenant part en 2018 à une phase de qualification pour la Super League.

## Palmarès

### En tant qu'entraîneur
- Collectif : 
  - Vainqueur du Championship : 2021 (Toulouse).
  - Vainqueur du Championnat de France : 2014 et 2015 (Toulouse).
  - Vainqueur de la Coupe de France : 2014 (Toulouse).
  - Finaliste du Championship : 2023 et 2024 (Toulouse).